# Мама и папа, спасите мир!
«Ма́ма и па́па, спаси́те мир!» (англ. Mom and Dad Save the World) — кинофильм.

## Сюжет
Император Планеты Идиотов, по-имени Тод Спенго построил гигантскую пушку с целью взорвать Землю. В прицеле он замечает Мардж Нельсон и влюбляется в неё. С помощью гигантского магнита он доставляет её и её мужа Дика на свою планету. Дика сажают в тюрьму. Там он встречает Раффа, бывшего правителя планеты. Рафф рассказывает Дику о плане Тода и велит отыскать его сына Серка.
Дик вырывается на свободу и встречает в пустыне повстанцев, которыми руководит Серк и его сестра. Дик сообщает Серку что его отец жив и придумывает план по захвату крепости Тода. Операция по захвату прошла успешно, Дик победил Тода, спас жену и родную планету. Рафф снова становится правителем планеты и доставляет Мардж и Дика на Землю.

## В ролях
- Тери Гарр — Мардж Нельсон
- Джеффри Джонс — Дик Нельсон
- Джон Ловитц — Император Тод Спенго
- Уоллес Шоун — Сибор
- Эрик Айдл — Король Рафф
- Дуайр Браун — Сирк, сын Раффа
- Кэти Айрленд — Семейдж, дочь Раффа
- Майкл Стоянов — Карл
- Тони Кокс — Блааатт (Бульдог)

## Номинации и награды
- 1993 — номинация на премию «Сатурн» в категории «Лучшие костюмы».